# Мороз Василь Іванович
Василь Іванович Мороз (рос. Василий Иванович Мороз; 20 травня 1931 - 23 червня 2004) — радянський і російський астроном.

## Біографія
Народився в Москві, закінчив Московський університет в 1954. У 1954-1956 працював в Астрофізичному інституті АН Казаської РСР, в 1956-1974 — в ДАІШ, з 1974 працював в Інституті космічних досліджень АН СРСР, завідувач відділом «Фізика планет і малих тіл Сонячної системи». Більше 25 років викладав в МДУ, професор. 
Основні праці в області планетології — фізики планет Сонячної системи. Одним з перших у СРСР почав спостереження небесних об'єктів в інфрачервоному діапазоні. Провів цикл досліджень планет і супутників методами інфрачервоної спектроскопії, в результаті яких були виявлені окис вуглецю в атмосфері Венери й смуги кристалізаційної води в спектрі відбиття марсіанського ґрунту, переглянуті оцінки тиску в марсіанській атмосфері, вивчені спектральні особливості галілеєвих супутників Юпітера. Керував низкою наукових експериментів на радянських космічних апаратах, що запускалися до Марса і Венери. У числі цих експериментів найважливішим є цикл робіт з вимірювання вмісту водяної пари в атмосферах Марса і Венери оптичними методами. Автор більше 260 публікацій у наукових журналах, а також монографій «Фізика планет» (1967) та «Фізика планети Марс» (1978), співавтор підручника «Курс загальної астрономії», перекладеного багатьма мовами (5-е вид. 1983).
Лауреат Державної премії СРСР (1985). Заслужений діяч науки Російської Федерації (1999). 
На його честь названо кратер на Марсі та астероїд 16036 Мороз.